# Château de Scalloway
Le château de Scalloway est un château situé dans la ville de Scalloway, aux Shetland, en Écosse.

## Historique
Le château est construit à partir de 1599 par Patrick Stewart, comte des Orcades, pour affirmer son autorité sur l'archipel. Au moment de sa construction, Scalloway était encore la capitale des Shetland. 
Le château de Scalloway est construit à la même époque que le château de Muness, par le même architecte, Andrew Crawford; ainsi les deux châteaux ont des très nombreuses similarités. En 1908, la propriété du château est transférée à l'État. À l'heure actuelle, c'est l'organisme Historic Scotland qui gère et possède le site. 